# Masahiro Anzai
Pour les articles homonymes, voir Masahiro.
Masahiro Anzai () est un seiyū né le 26 novembre 1954 et mort le 15 mars 2021.

## Rôles

### Film d'animation
- Dragon Ball Z : Fusions : Commentateur du tournoi